# Битка код Симе
Битка код Симе одиграла се 411. п. н. е. између Спарте и Атине на острву Сима у југоисточном Егеју. То је била једна од битака Пелопонеског рата.

## Увод
Када се 413. п. н. е. у Карији побунио Аморг, син персијског цара Дарија II, Атина је помагала побуну. Дарије II зато одлучује да помаже Спарту против Атине. Спарта је направила савез са Персијом. Споразум са Персијом је направио Теримен, а Спартанску флоту је преузео Астиох.
Астиох је кренуо са Спартанском флотом према Книду да би добио 27 опремљених персијских бродова за битку против Атине. Атинска флота је била стационирана на Самосу под командом Хармина. Атињани су били обавештени о кретању спартанске флоте и припремили су се да их пресретну код Симе.

## Битка
Током битке је била олуја са веома слабом видљивошћу, тако да су многи спартански бродови били одвојени од главнине флоте. Атински командант Хармин се борио са 20 бродова против спартанског левог крила, којега је једино и видио при олуји. При томе потапа 3 брода.
Онда стиже остатак спартанске флоте и опкољава Атињане. Хармин се повлачи на Халикарнас кад је изгубио 6 бродова. Остатак Атинске флоте долази са Самоса и плови према Книду, али ниједна страна више не улази у окршај.